# Lệ (họ)
Lệ là một họ của người Trung Quốc (chữ Hán phồn thể: 厲, chữ Hán giản thể: 厉, Bính âm: Lì). Trong danh sách Bách gia tính họ này đứng thứ 247.

## Người Trung Quốc họ Lệ nổi tiếng
- Lệ Dĩ Ninh, nhà kinh tế học Trung Quốc
- Lệ Vô Úy, Phó Chủ tịch Chính hiệp toàn quốc
- Lệ Nhĩ Khang, tướng lĩnh cao cấp Trung Hoa Dân quốc
- Lệ Thanh Giáo, nhà ngoại giao, nhà văn song ngữ Trung Quốc
- Lệ Hữu Vi, Ủy viên Thường vụ Chính hiệp toàn quốc, nguyên Bí thư Thành ủy kiêm Thị trưởng thành phố Thâm Quyến
- Lệ Tuy Chi, nhà y học
- Lệ Lân Tự, nhà giáo dục